# Elacatis laticollis
Elacatis laticollis is een keversoort uit de familie platsnuitkevers (Salpingidae). De wetenschappelijke naam van de soort werd in 1871 gepubliceerd door Francis Polkinghorne Pascoe.